# Теодора II
Вижте пояснителната страница за други личности с името Теодора.
Теодора (на средногръцки: Θεοδώρα) е византийска императрица, съпруга на императора иконоборец Теофил и майка на император Михаил III, от чието име управлява като регент от 842 до 856, след което е отстранена от политическия живот и се замонашава. Императрица Теодора е канонизирана за светица от православната и католическата църкви заради заслугите ѝ за възстановяването на иконопочитанието. Православната църква почита паметта ѝ на 24 февруари (11 февруари по стар стил), а католическата църква – на 11 февруари.

## Произход
Теодора е родена около 815 г. в областта Пафлагония в семейството на набожни иконопочитатели, принадлежащи към благородническия род Мамиконян, за който се предполага, че произхожда от китайски или согдиански благородници, емигрирали в Армения и Византия от Персийската империя. Имената на родителите ѝ са запазени в сборника исторически новели известен под името „Продължителя на Теофан“, съставен за да продължи съчинението на Свети Теофан. Баща на Теодора е друнгарият Марин, а името на майка ѝ е Теоктиста Флорина. Теодора получава строго възпитание в духа на ортодоксалното християнство и на иконопочитанието, което тогава е считано официално за ерес и в някои случаи се наказва със смърт. Продължителят на Теофан предава имената на двама нейни братя – Варда и Петрон, известни военачалници и на още три нейни сестри – Каломария, София и Ирина, която се омъжва за брата на патриарх Фотий.

## Брак с Теофил
През 829 г. на византийския престол се възкачва император Теофил, който по това време е на 16 години и е неженен. През май 830 г. Теодора е избрана за съпруга на Теофил измежду най-красивите девици в империята, събрани за целта в императорския дворец от втората майка на императора – Ефросина. На 5 юни 830 г. Теодора и Теофил са венчани в църквата „Св. Стефан“ в Дафнийския дворец в Константинопол. Скоро след това Ефросина се оттегля в манастир и Теодора остава единствената Августа в империята.
Теодора, в течение на 12-годишния им брак, от който той прекарва поне 3 години във възглавявани лично от него военни походи, в хода на един от последните от които едва не е свален от власт и заменен от константинополските аристократи с по-удобен им претендент, в резултат на загубата си във войната и заболява тежко, вследствие на което и умира, ражда на император Теофил седем деца – 5 момичета и 2 момчета:
- Текла
- Анна
- Анастасия
- Пулхерия
- Мария
- Константин, починал като дете през 835 г.
- Михаил, който става император през 842 г.

Император Теофил продължава макар и по-умерено иконоборската политиката на баща си Михаил II, който от своя страна значително смекчава политиката на предшественика си Лъв V, характеризираща се със свирепи репресии не само срещу иконопочитателите, но и срещу иначе толерираните и подкрепяни от иконоборците павликяни, специално разселвани и настанявани от тях по границите и важните крепости на империята, като войни-акрити. Теодора се опитва да се застъпи пред съпруга си за разширяване правата на иконопочитателите, но самата тя е принудена да държи в макар и в немного строга тайна от него и някои придворни своята почит към иконите. Наистина преди нея иконопочитателите имат своето място и влияние в двореца – самата Ефросина, мащехата на императора е изтъкната и явна иконопочитателка и бивша монахиня. Но Теодора се заема и да изпълни обкръжението на императора с икони и техните почитатели, в което постига значителни успехи. Императрицата носила икони под дрехите си и крила много други в своята половина от двореца. На императора, с когото Теодора има страстна любовна връзка и който редовно спи с нея (което се доказва от многобройното им потомство и предаността ѝ към него), това бързо му се изяснява. Но и да не го е знаел оттам, научил го от малоумния си шут Дендрис. Според Продължителят на Теофан Теодора била заварена да се моли пред икона от него и той я издал на императора. Разразил се семеен скандал, в който разгневеният Теофил обвинил съпругата си в идолопоклонничество. На гневните упреци на съпруга си Теодора отговорила, че Дендрис, който я заварил да се оглежда в огледалото и помислил отражението в него за изображение на икона, побързал да я наклевети. Теофил уж повярвал на думите ѝ, гневът му се смекчил, а шутът бил подложен на телесно наказание. Тайно от съпруга си Теодора възпитава в иконопочитанието и децата си, които често гостуват в дома на майка ѝ Теоктиста. Една от малките дъщери на Теодора веднъж дори се похвалила на баща си как в дома на баба ѝ имало прекрасна кукла, на която се молили и която целували с благоговение. Теофил не наказва тъща си за това изключително тежко от гледна точка на иконоборците престъпление, а само заповядва децата му повече да не посещават баба си.

## Регент на Михаил III
На смъртния си одър император Теофил посочва Теодора за регент на малолетния им син Михаил III и настоява императрицата и великият логотет Теоктист да се закълнат, че няма да отстъпват от неговата политика и че няма да разклатят положението на приятеля му, патриарх Йоан VII Граматик. Страхувайки се от борба за престола, Теофил заповяда да му донесат главата на зет му, военачалника Теофоб, мъж на императорската сестра и вожд на наскоро реформираната и разпределена из различни краища на страната, в отговор на бунта ѝ, източна съюзническа войска, известна под името персийска тагма. Според Продължителя на Теофан Теофил държал главата на иначе доказалият се като лоялен поддръжник на императора, но вече загубил доверието му, претендент за трона, в ръцете си в момента на смъртта си, на 20 януари 842.
Теодора официално става регент на малолетния император Михаил III, тогава – на около 2 години. Първоначално тя управлява заедно с регентски съвет, който се състои от логотета Теоктист, брат ѝ Варда Мамиконян и дядо ѝ Теодор, който също е страстен иконопочитател.
Регентството на Теодора постига важни вътрешни и външнополитически успехи: постига ред военни успехи срещу арабите, потушава бунта на славяните в Елада и полага усилия за християнизирането на българите и хазарите. Благодарение на далновидната си финансова политика императрицата успява да напълни държавната хазна, а самата тя избягва разкоша и разточителството. В значителна степен успехите на Теодориното управление се дължат на тясното ѝ сътрудничество с другия най-ангажиран с делата в столицата регент – логотета Теоктист, който упражнява силно влияние върху нея. Тя дори му разрешава да се настани в императорския дворец, което поражда слухове за естеството на техните отношения, при все че той е евнух. Теоктист е чичо на Св. св. Кирил и Методий, и именно по това време кани по-малкия от двамата братя, който тогава се нарича Константин, в Цариград и го настанява на обучение в Магнаурската школа.

### Възстановяване на иконопочитанието
Една от основните цели на императрицата след смъртта на съпруга ѝ е възстановяването на иконопочитанието и слагане на край на иконоборската криза, която тресе империята близо едно столетие и в хода на която на няколко пъти властта преминава, ту у иконопочитателите, ту – у иконоборците, които взаимно се обявяват за еретици на свиквани за това църковни събори, и на моменти се подлагат едни-други на мащабни преследвания. Няколко дни след смъртта на Теофил регентството обявява, че свиква църковен събор. За да скъса официално с иконоборството, и въпреки обещанието дадено на Теофил в предсмъртния му час, Теодора решава да отстрани от патриаршеската катедра иконобореца Йоан VII Граматик. Тя написва писмо до патриарха, с което го моли да се оттегли от катедрата. Скоро патриархът се появява ранен и обвинява пратеника на императрицата, че той стои зад опит да бъде убит. Обаче се намират свидетели, които потвърждават, че Йоан се е наранил сам. В резултат на този „опит за самоубийство“, той е свален и отлъчен от църквата, след което – заточен в имението си. Съборът от 843 г. избира нов патриарх, – иконопочитателя Методий, – който приема томос (решение) за необходимостта от възстановяване на почитта към иконите, потвърждава решенията на Вселенските събори, утвърждавали иконопочитанието и анатемосва иконоборците. Съгласно решенията на събора всички епископи иконоборци са отстранени от катедрите си и са заменени с иконопочитатели. Пред църковния събор Теодора се явява с молбата отците да не анатемосват покойния ѝ съпруг и да го опростят от греховете. Патриархът възразява с довода, че Църквата може да опрощава греховете само на живи хора, които са се разкаяли. Императрицата настоява, твърдейки че преди да умре, Теофил се разкаял и целунал иконата, която тя му донесла. Понеже можело да се явят съмнения, дали действително е императорът е целунал доброволно и съзнателно иконата (ако въобще му е била поднасяна) и искрено и напълно ли се е покаял за изповядваните от него през целия му живот принципи, Методий прибягнал до поискване на доказателство свише. И, според него, действително го получил – то било следното: патриархът написал на пергамент имената на всички императори-иконоборци и го оставил върху олтара катедралата „Света София“, после си легнал да спи и му се присънил същият този списък, но докато четял текста, по някакъв неведом начин онази му част, в която било вписано името на Теофил изчезнала. Когато се събудил отишъл да види свитъка и ето че и в него липсвало името на императора. Съборът удовлетворява молбата на императрицата и нарежда в продължение на няколко седмици във всички храмове да се четат молитви за спасение на душата на Теофил. Впоследствие императрицата твърдяла, че тя пък получила тайнствено доказателство, че Теофил не само е опростен от Бога, но и му е възложена от него специална мисия – явил ѝ се свети Теофан и ѝ казал, че Теофил ще бъде съдия в отвъдния свят (може би защото и приживе държал много на справедливостта, но сега вече бил станал съвършен в това отношение).
В чест на събора, възстановил иконопочитанието, Теодора организира църковно тържество на първата неделя от Великия пост (11 март 843), което поставя началото на църковния празник „Тържество на православието“ (празнува се в течение на 1 седмица и с него започва постът), с който ежегодно Православната църква отбелязва значението на решенията на събора за цялото Православно християнство.

### Период на реакцията
След решенията на църковния събор Византия навлиза в т.нар. период на реакцията. По това време в Константинопол с пищни шествия са пренесени останките на знаменитите иконопочитатели Теодор Студит и патриарх Никифор, пострадали заради вярата си и умрели в изгнание. Начело на шествията стоят лично Теодора и Михаил III. Разрушена е и гробницата на първия иконоборски император Лъв III Исавър, костите му са разпилени, а от мраморния му саркофаг, разтрошен на парчета, е облицована една от стаите в императорския дворец. След 843 г. на византийските монети отново се появява и изображението на Христос.
Режимът на Теодора започва преследвания на отявлени иконоборци. Тя отдавна мечтае за и изтребление на еретиците и прави опит да го осъществи. Прицел на репресиите ѝ са най-вече павликяните, на които било предложено да избират между православието и смъртта, което те в по-голямата си част отказали. Императрица Теодора организира военни походи срещу огнищата на павликянството в граничните части на Мала Азия. Императорските войници избиват и осакатяват над 100 хиляди павликяни, – военно и цивилно население (участта му била не толкова смърт, колкото – ослепяване, особено често прилагано към жени и деца). Имуществото им е предадено на църковната хазна. Гоненията на павликяните продължават до оттеглянето на Теодора от властта, но не слагат край на павликянството. Оцелелите малоазийски павликяни, главно войници, организират собствена държава, просъществувала до 871 г., в близост до границите на Сирия, с главни крепости Тефрике и Малатия, и се съюзяват с арабите срещу Византия и Армения. Впоследствие повечето павликяни и представителите на сродната им ерес на тондракитите емигрират в околните държави, включително и в България, където под тяхно влияние се заражда движението на богомилите. Ликвидирането на поселенията им става основна предпоставка за по-късното превземане на по-голямата част от Мала Азия, която остава без надеждна защита, от арабите и селджуците. Много от пленените във войните еретици са заселвани и в тракийските крепости под византийско управление, а особено – във Филипопол (днес Пловдив).

## Оттегляне от управлението
Синът на Теодора, Михаил III, макар и талантлив и успешен държавник и смел пълководец, става прочут най-много с фриволните си прояви и страстта към забавления. Особено в края на своя живот (867 г.), той се отличава с дотолкова несдържано поведение и разпуснат живот, че остава в историята с прозвището „Пияницата“. Често организира оргии и пародийни представления, осмиващи духовенството и църковните церемонии. Редовно излиза като състезател на Хиподрума и нерядко прекарва дни наред там. През 855 г., когато Михаил е на около 15 години, майка му организира конкурс, сходен с този, в резултат на който сама е станала императрица и избира за съпруга на сина си скромно и разумно момиче от иконопочитателско семейство, наречено Евдокия Декаполитиса (както показва името ѝ, родът ѝ е свързан с областта Декаполис). Той я пренебрегва в полза на своята любовница Евдокия Ингерина, потомка на икоборци.
През 856 г. императорът, по настояване на Варда, който оказва силно влияние върху него, заповяда да убият логотета Теоктист. Теодора проклева Варда и след като дава отчет на сената за състоянието на хазната, официално се оттегля от регентството и предава властта на сина си. Варда запазва положението си на главен съветник на императора до убийството си през 866 г., допуснато от владетеля по внушение на фаворита му Василий.
В Продължителят на Теофан се разказва, че скоро след убийството на Теоктист, по заповед на Михаил III и Варда, Теодора е насилствено подстригана за монахиня и заедно с четирите си неомъжени дъщери е затворена в двореца Кариан, под надзора на Варда, а впоследствие е изпратена в основания от майка ѝ манастир Гастрия, край бреговете на Златния рог, в който преди това е заточена и една от дъщерите ѝ и в който били заточени и замонашени и сестрите на императрицата. Там близо 8 години води праведен живот.
Умира на 11 февруари 867 г. След смъртта ѝ тялото ѝ е погребано в Гастриевия манастир, който е и лобното ѝ място. През 1460 турците предават мощите на Теодора на жителите на остров Корфу, където се съхраняват и до днес в съборната катедрала.